# Victor von Mailand

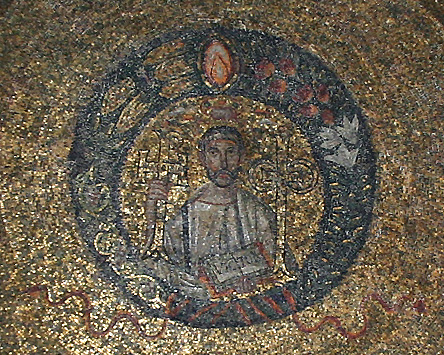
Victor von Mailand, Mosaik in San Vittore in Ciel d’Oro

Victor von Mailand (* 3. Jahrhundert in Mauretanien; † 8. Mai 303 in Lodi (Lombardei), Italien), auch Victor der Mohr oder Victor der Mauretanier, lateinisch Victor Maurus genannt, war ein christlicher Märtyrer und Heiliger.

## Leben und Legende

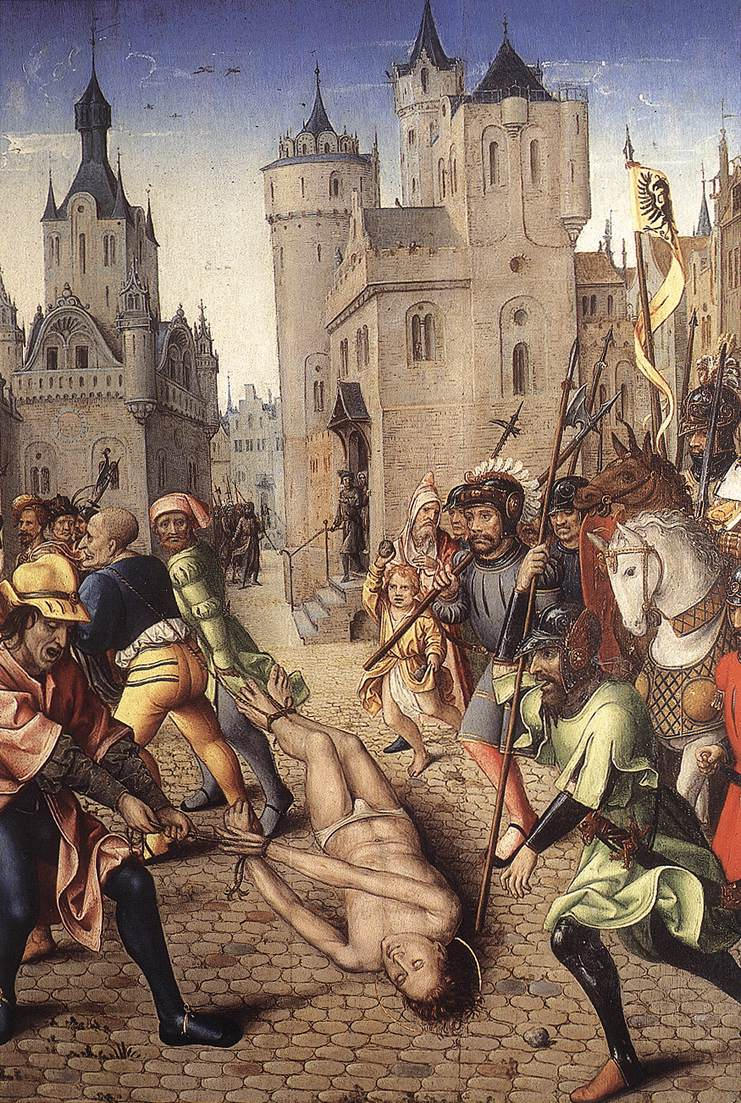
Die Folterung St. Victors (unbekannter flämischer Meister, 1490)

Victor wurde in eine christliche Familie geboren und war als Mitglied der Prätorianergarde Soldat in Mailand zur Zeit der Kaiser Diokletian und Maximian. Kurz nach dem Beginn der Diokletianischen Christenverfolgung wurde er in hohem Alter wegen der Zerstörung einiger heidnischer Altäre festgenommen und Maximian vorgeführt, der sich zu dieser Zeit in Mailand aufhielt. Vor dem Kaiser bekannte er sich zum christlichen Glauben. Da er als Soldat gebraucht wurde, wurde er nicht getötet, sondern inhaftiert. Im Gefängnis sollte er sich eines Besseren besinnen.
Am Ende der Woche wurde Victor erneut dem Kaiser vorgeführt. Maximian versuchte, ihn mit allen Mitteln vom Christentum abzubringen. Da Victor sich weigerte, ließ der Kaiser ihn schlagen. Ein Soldat rief Victor dabei die ganze Zeit über zu, er solle den Göttern opfern. Die Henker sollten nicht aufhören, ehe er seine Meinung änderte. Da dies nicht geschah, wurde die Folter fortgesetzt, bis die Henker ermüdeten. Er wurde wieder inhaftiert.
Victor blieb im Gefängnis, bis seine Wunden verheilt waren. Dann wurde erneut versucht, ihn mit Versprechungen, Drohungen und Folter umzustimmen. Zu den Folterungen gehörte das Übergießen mit geschmolzenem Blei. Da dies nichts fruchtete, wurde Victor einige Zeit später zum Tode durch Enthauptung verurteilt. Das Urteil wurde am 8. Mai 303 vor den Toren von Lodi vollstreckt.

## Nachleben
Die örtlichen Christen bargen seinen Körper. Bischof Maternus von Mailand begrub ihn in einem Wald nahe Mailand. Victor war laut Ambrosius von Mailand der erste bekannte Märtyrer im Erzbistum Mailand. Ambrosius förderte im 4. Jahrhundert seinen Kult; zahlreiche Kirchen in Mailand, dem Erzbistum und der Umgebung wurden ihm gewidmet. Victor wurde gemeinsam mit Nabor und Felix von Afrika verehrt. Ambrosius bestattete neben Victors Grab seinen Bruder Satyrus. Später wurde über den Gräbern die Grabkapelle San Vittore in Ciel d’Oro errichtet, die heute einen Anbau der Kirche Sant’Ambrogio in Mailand bildet. Sie enthält ein Kuppelmosaik, das am Ende des 5. Jahrhunderts entstanden ist und Victor als Märtyrer darstellt.
Victors Vita wurde im 6. Jahrhundert verfasst. Laut Gregor von Tours wurde das Grab durch Wunder ausgezeichnet. Dieser berichtete auch, dass Victor um die Befreiung von Gefangenen angerufen wurde. Die Victor geweihte Kirche in Mailand wurde von den Olivetanern, denen sie gehörte, renoviert und danach von Karl Borromäus geweiht. Dieser übertrug am 20. Juli 1576 die Reliquien Victors und Satyrus’ in diese Kirche.

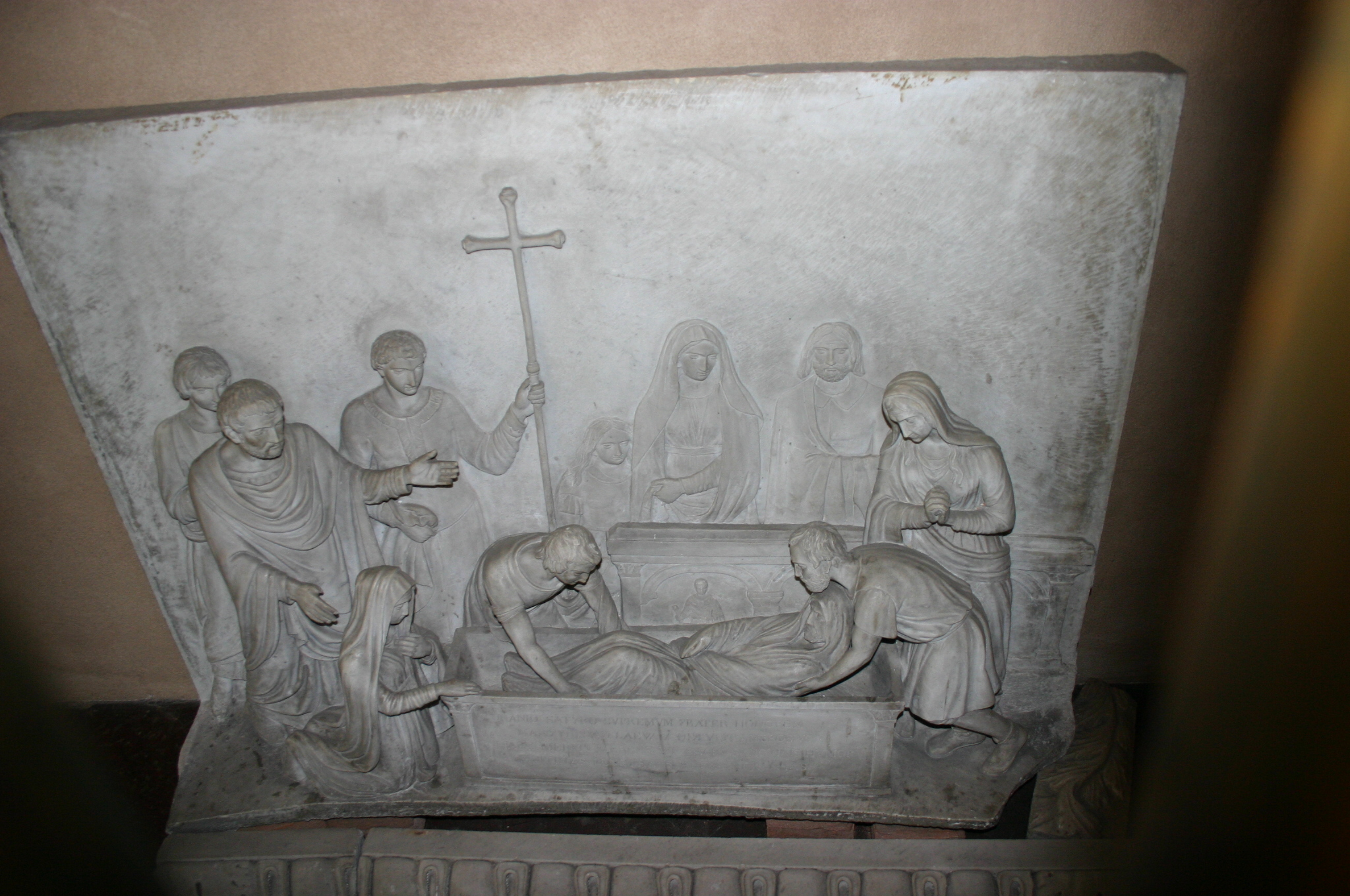
Begräbnis Victors, klassizistisches Relief in San Vittore in Ciel d’Oro
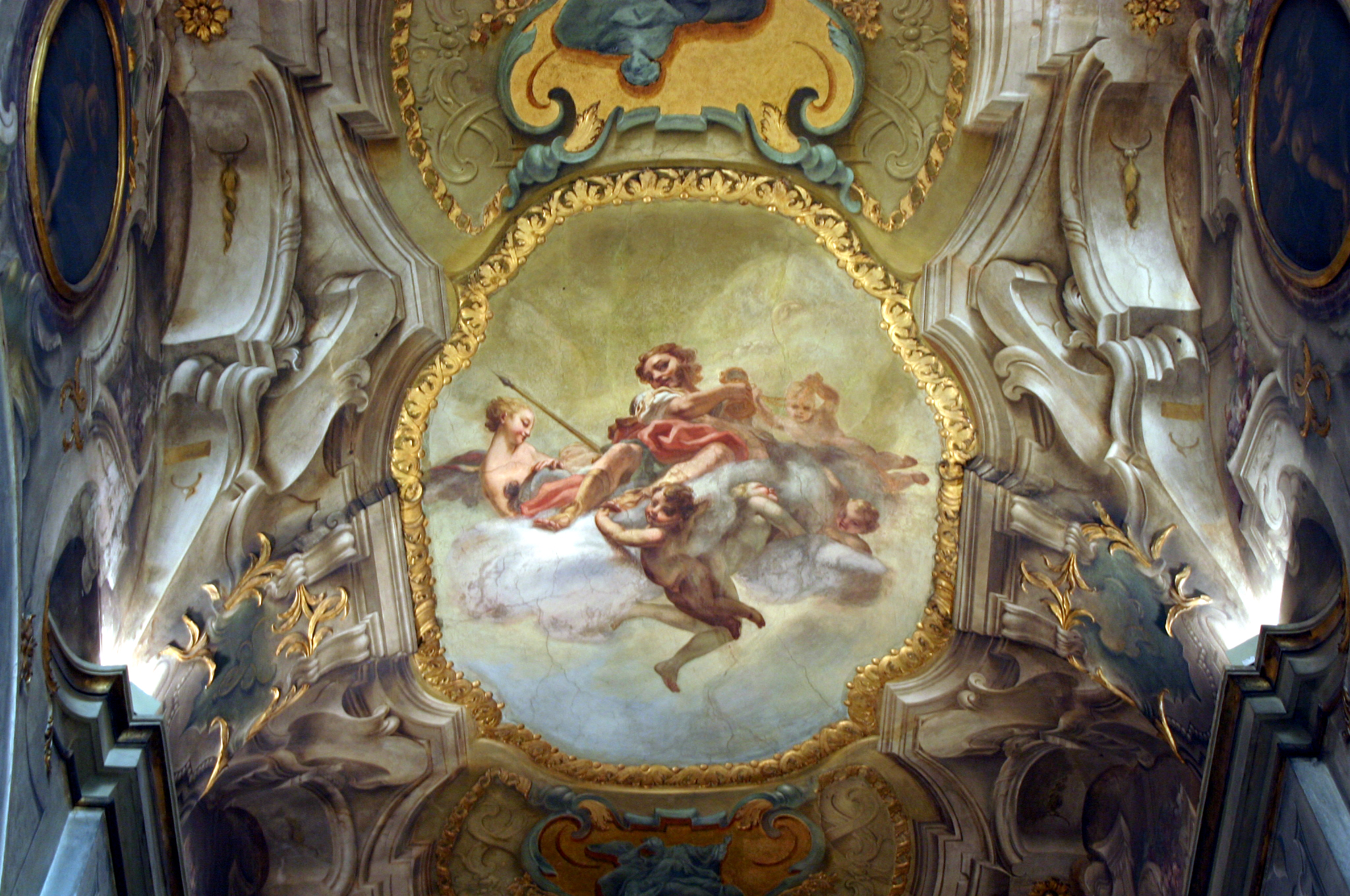
Ehre des Heiligen Victor, Deckenfresko von Antonio De Giorgi aus dem Jahre 1763 in Sant’Ambrogio in Mailand
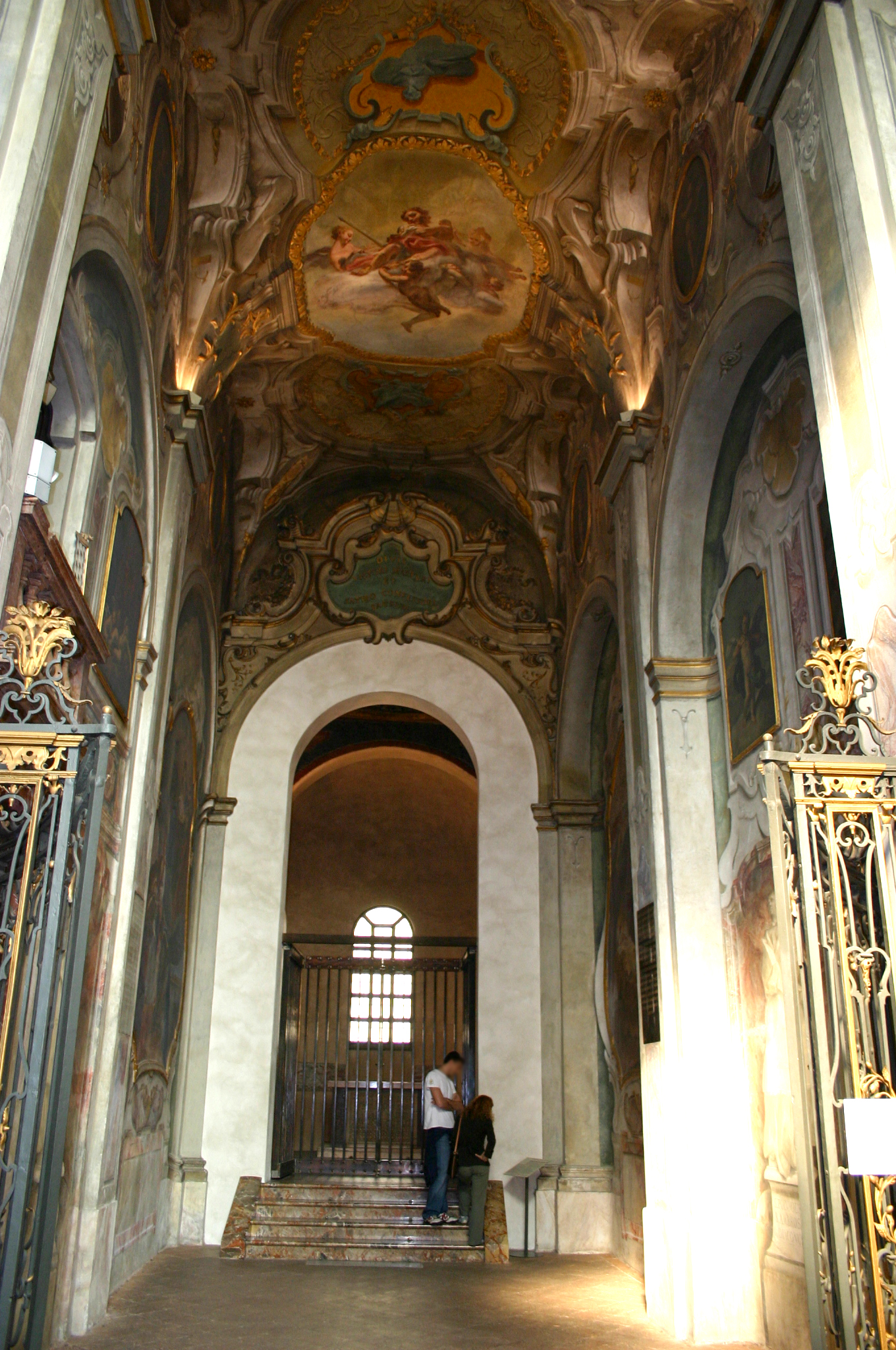
Rechtes Seitenschiff von Sant’Ambrogio in Mailand mit dem Deckenfresko
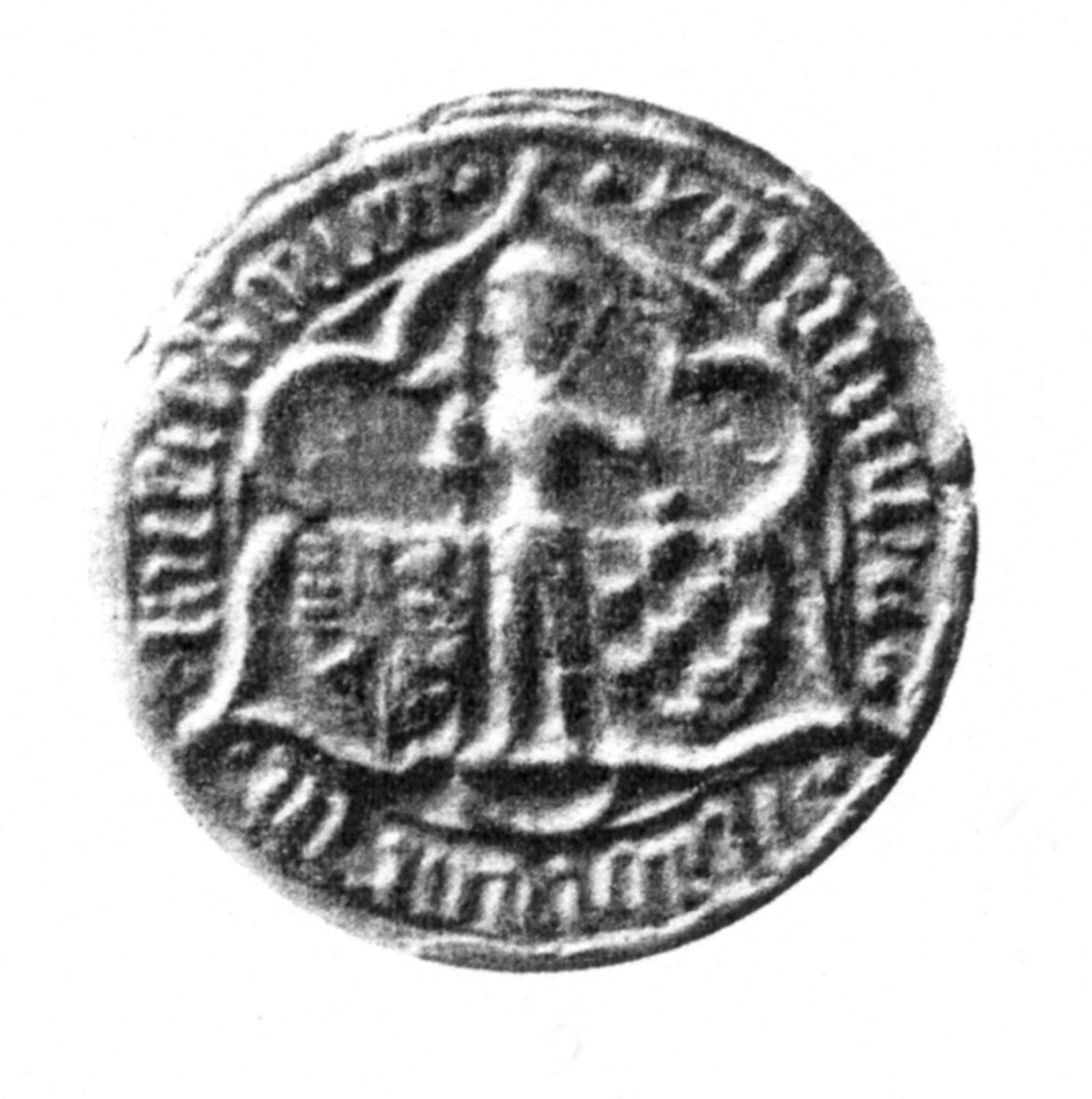
Schöffensiegel von 1437 aus Küdinghoven, dargestellt ist vermutlich Victor von Mailand
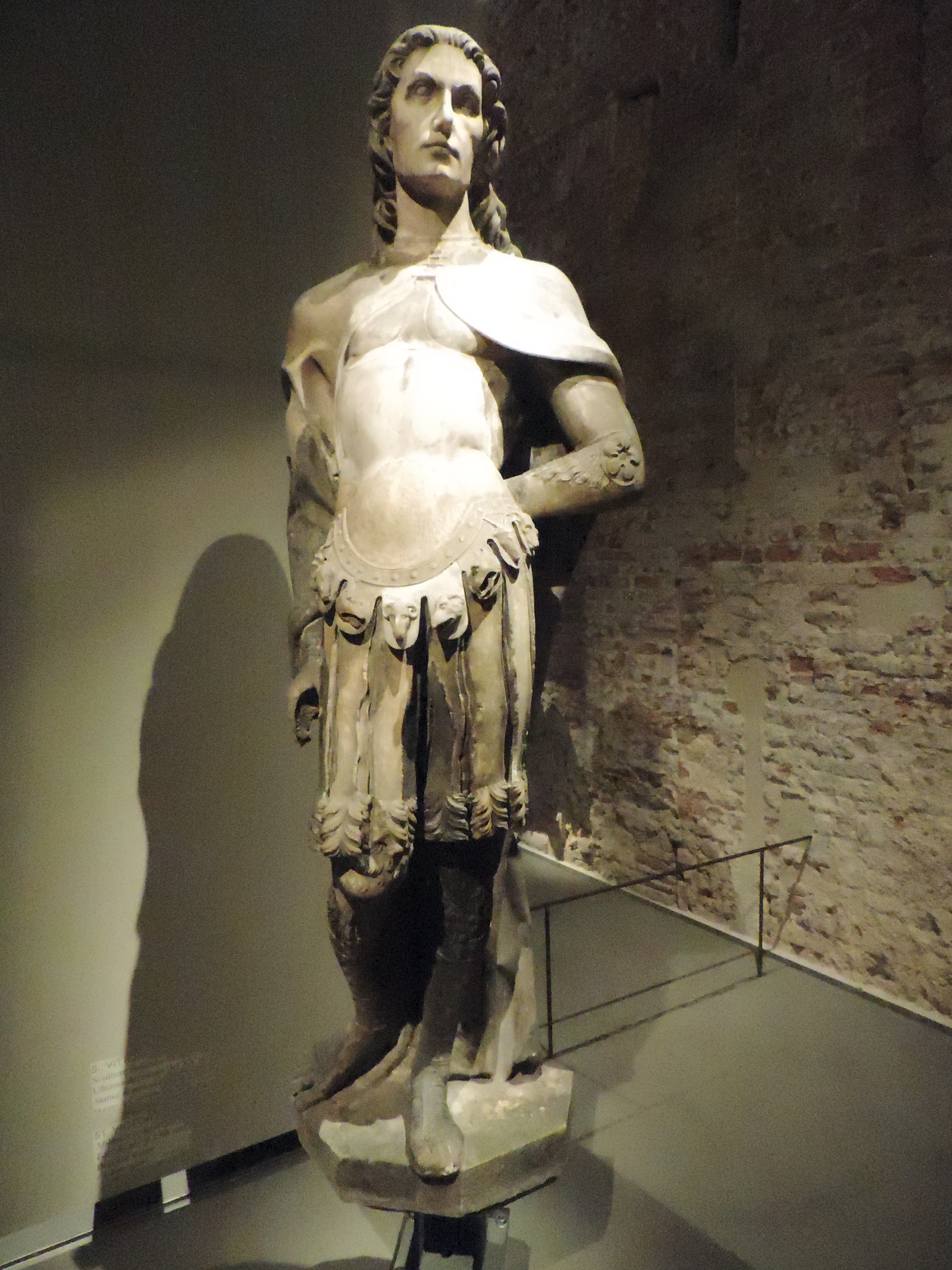
Statue Viktors im Museo del Duomo, Mailand, von einem unbekannten Mailänder Bildhauer, letzte Dekade des 15. Jahrhunderts

## Gedenktag
Der 8. Mai ist Victors Gedenktag in folgenden Kirchen:
- evangelisch-lutherische Kirche in Amerika
- römisch-katholische Kirche (Gebotener Gedenktag im Erzbistum Mailand und dem ambrosianischen Teil des Bistums Lugano)

In alten Martyrologien finden sich auch der 7., 14. und 15. Mai als Gedenktage.

## Attribute
Einer abweichenden Überlieferung seines Martyriums entsprechend wird Victor als Mann dargestellt, der in einen Ofen geworfen oder darin getötet wird. An die Stelle des Ofens kann auch ein hohler bronzener Stier treten. Der Stier oder das Feuer können auch allein dargestellt werden. Andere Darstellungen zeigen den Grund seiner Festnahme: Einen maurischen Soldaten, der einen zerbrochenen Altar zertritt.

## Patrozinien

### Personengruppen
- Gefangene
- Vertriebene

### Orte

#### Italien: Emilia-Romagna
Provinz Parma:
- San Vittore, frazione von Salsomaggiore Terme

#### Italien: Latium
Provinz Frosinone:
- San Vittore del Lazio

Provinz Viterbo:
- Vallerano

#### Italien: Lombardei
Provinz Bergamo:
- Bottanuco
- Calcio
- Gaverina Terme
- Terno d’Isola

Provinz Brescia:
- Piamborno, frazione von Piancogno

Provinz Como:
- Albavilla
- Porlezza
- Ronago

Provinz Cremona:
- Agnadello

Provinz Lecco:
- Esino Lario
- Missaglia

Metropolitanstadt Mailand:
- Corbetta (Lombardei)
- Lainate
- Locate di Triulzi
- Rho (Lombardei)
- San Vittore Olona
- Villa Cortese

Provinz Monza und Brianza:
- Briosco
- Ceriano Laghetto

Provinz Pavia:
- Landriano

Provinz Sondrio:
- Caiolo
- Mese

Provinz Varese:
- Arcisate
- Arsago Seprio[1]
- Brezzo di Bedero
- Buguggiate
- Casalzuigno
- Curiglia con Monteviasco
- Varese[2]

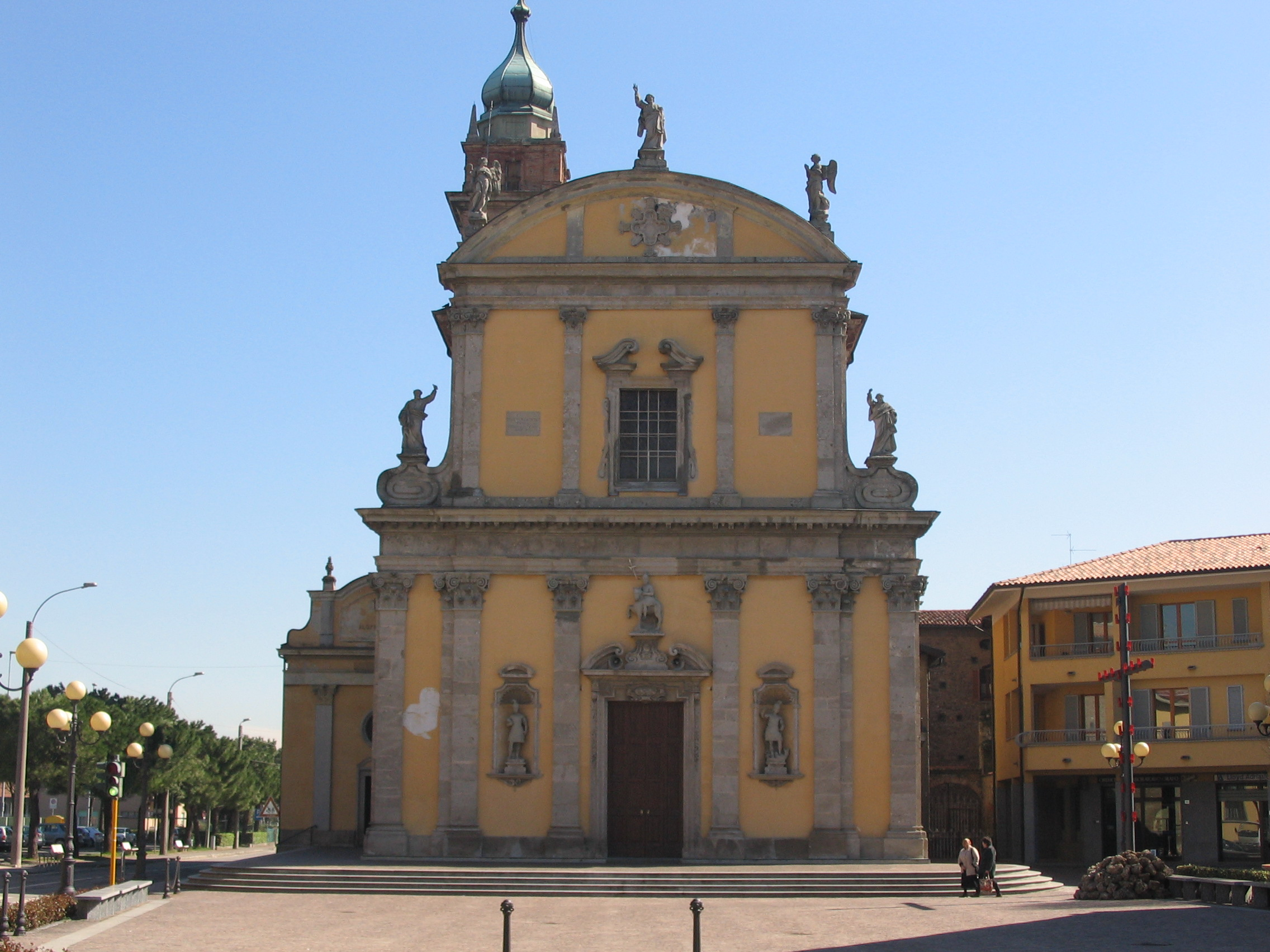
Victorkirche in Bottanuco
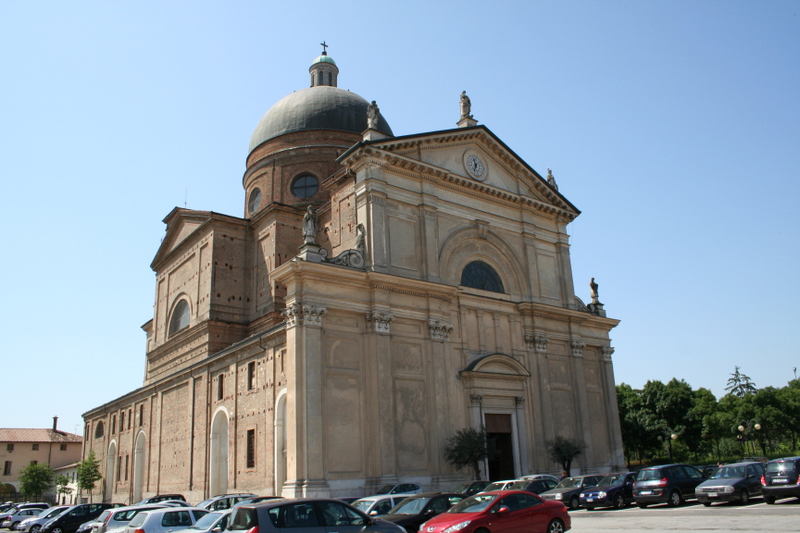
Victorkirche in Calcio
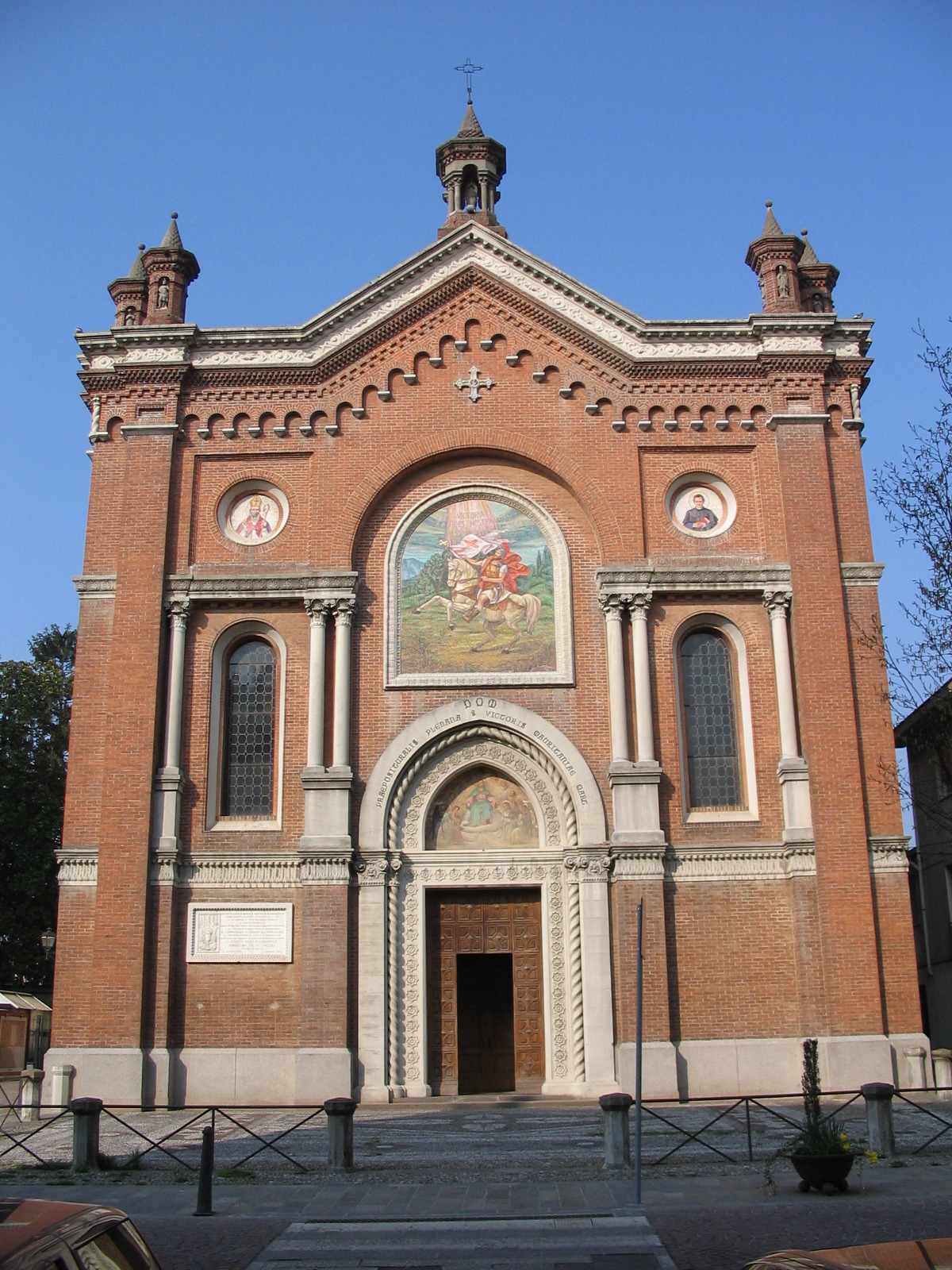
Kirche San Vittore Martire in Terno d’Isola
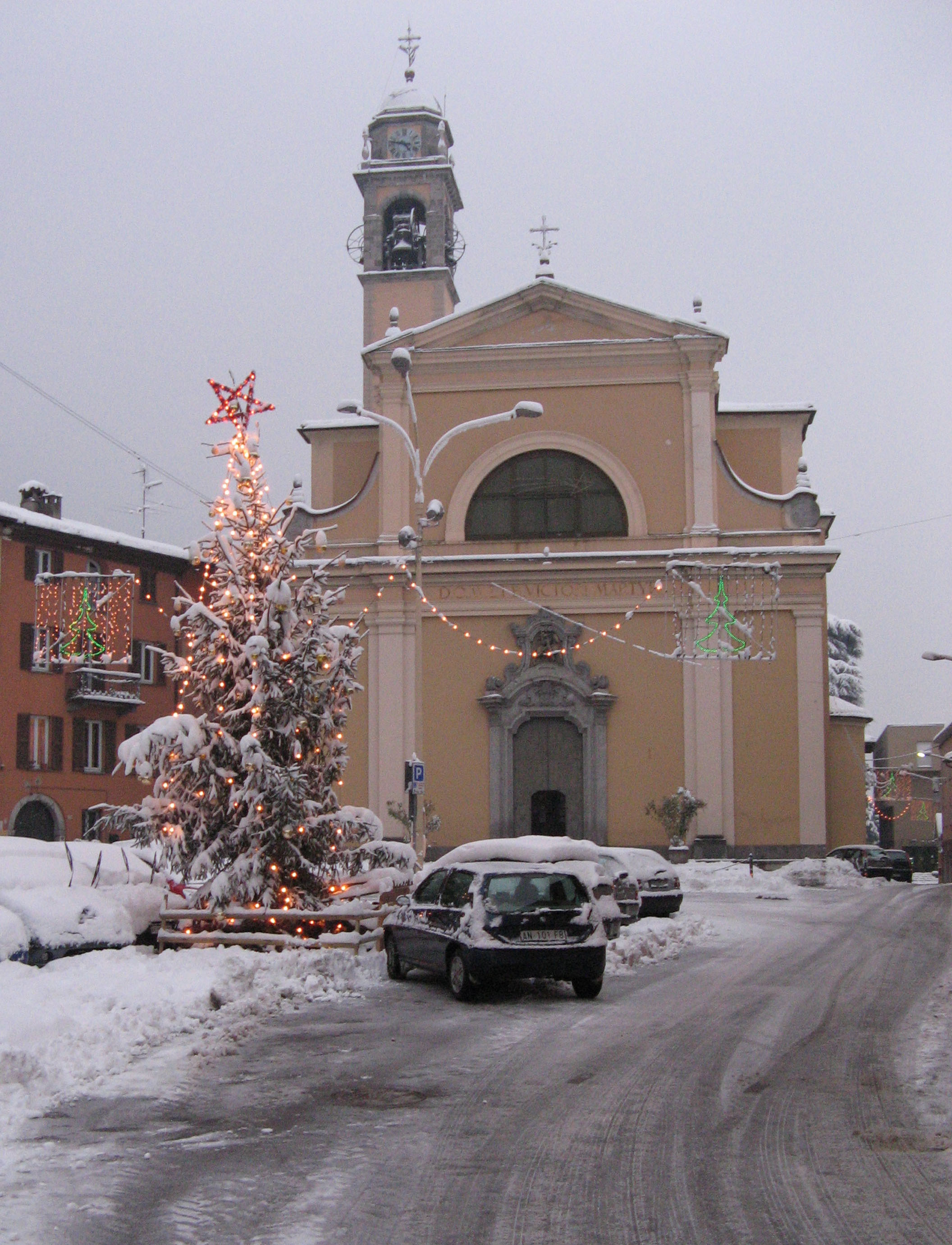
Kirche San Vittore in Albavilla
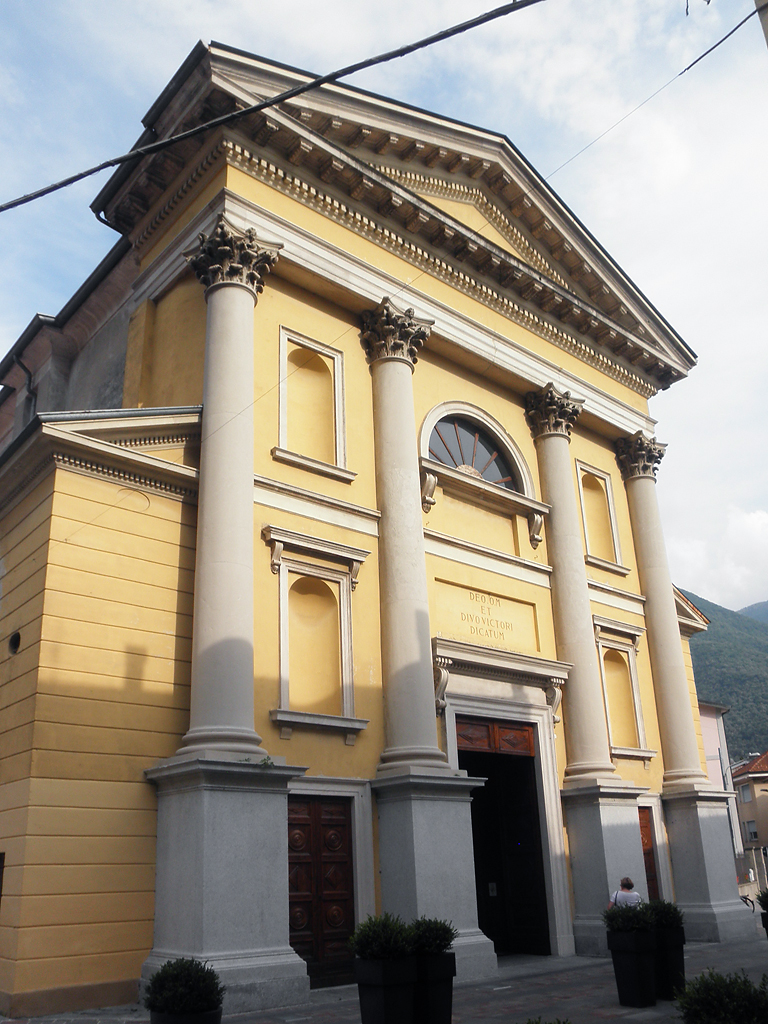
Kirche San Vittore in Porlezza
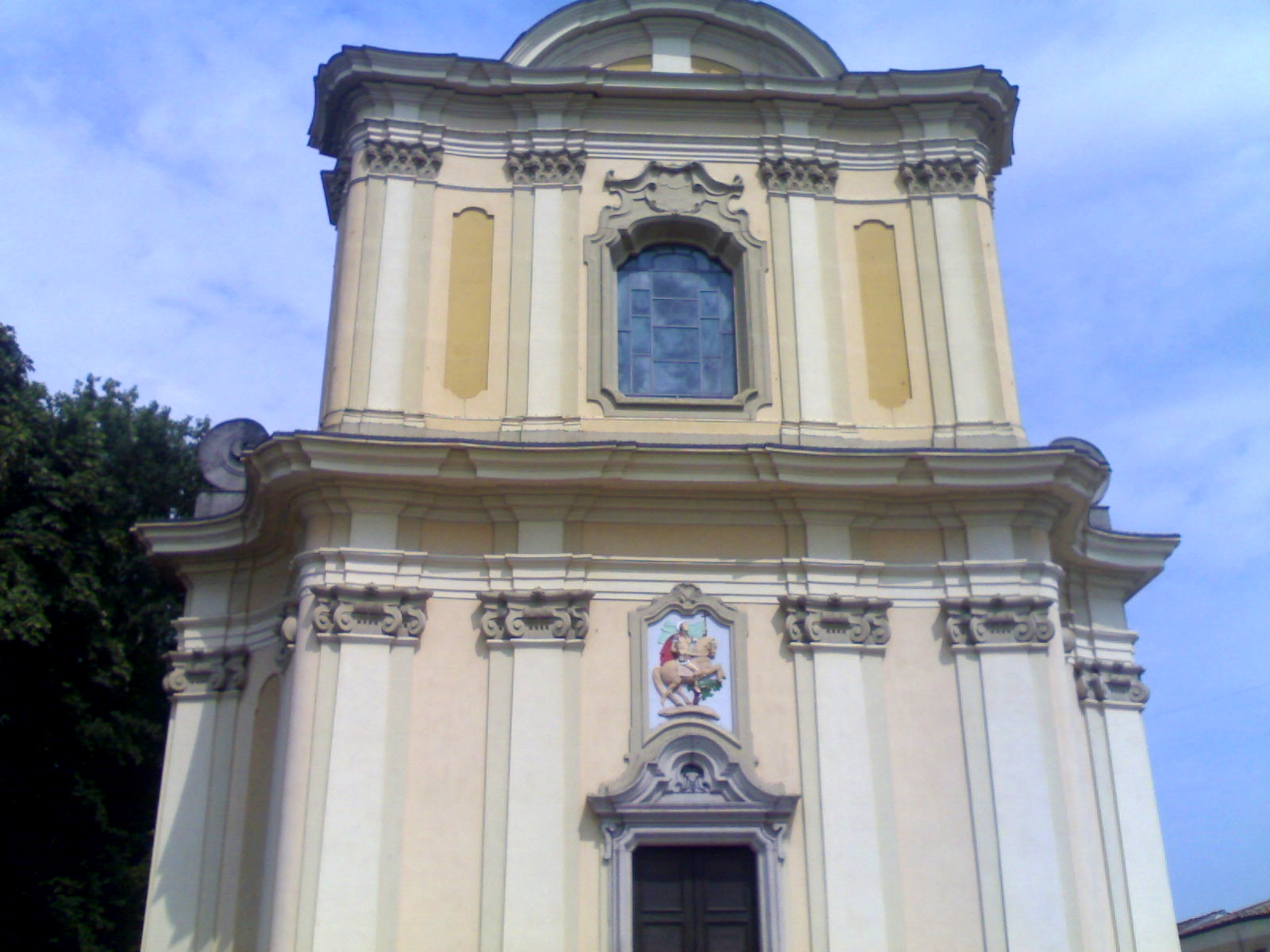
Pfarrkirche San Vittore in Agnadello
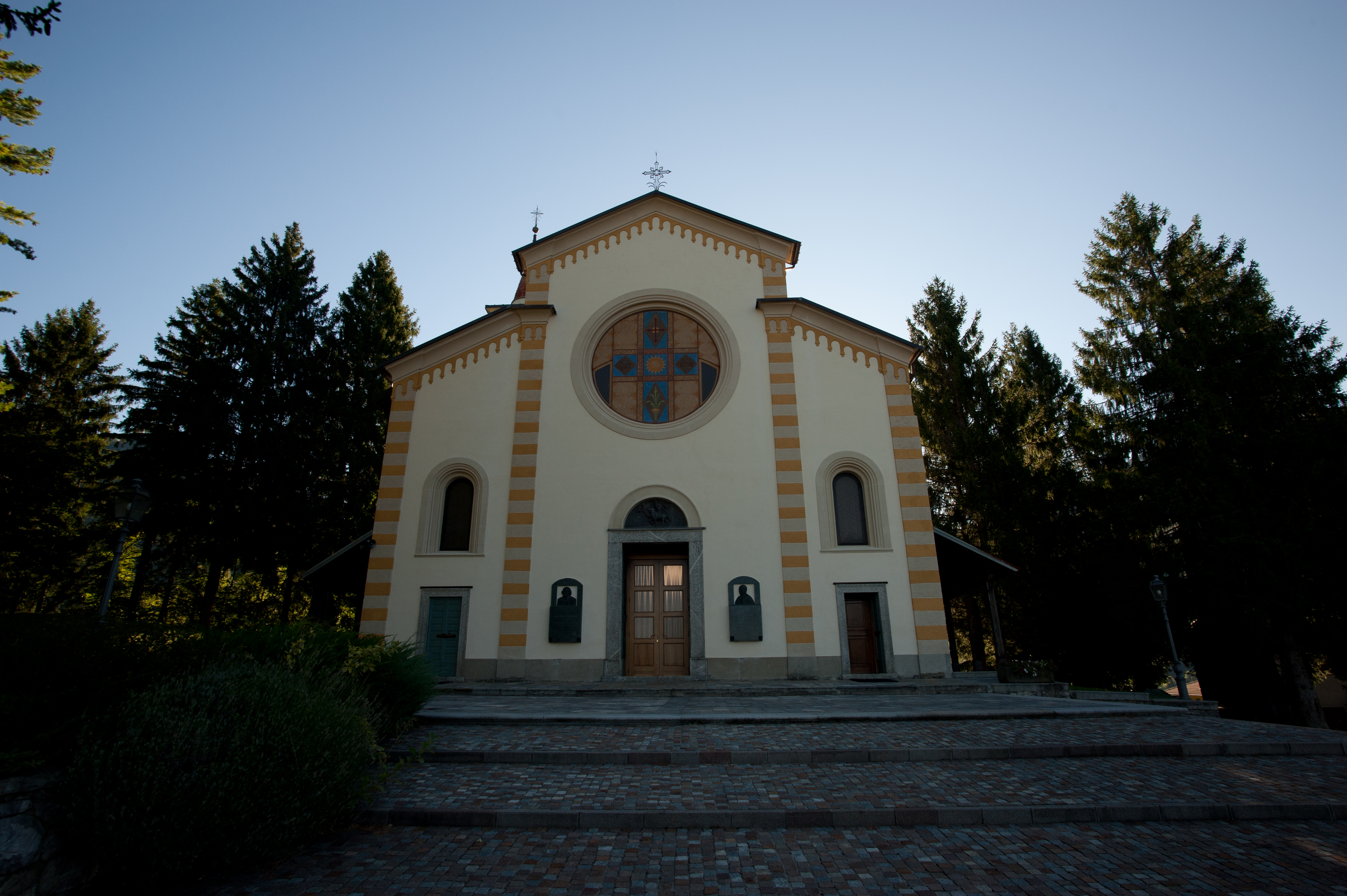
Chiesa di S. Vittore Martire in Esino Lario
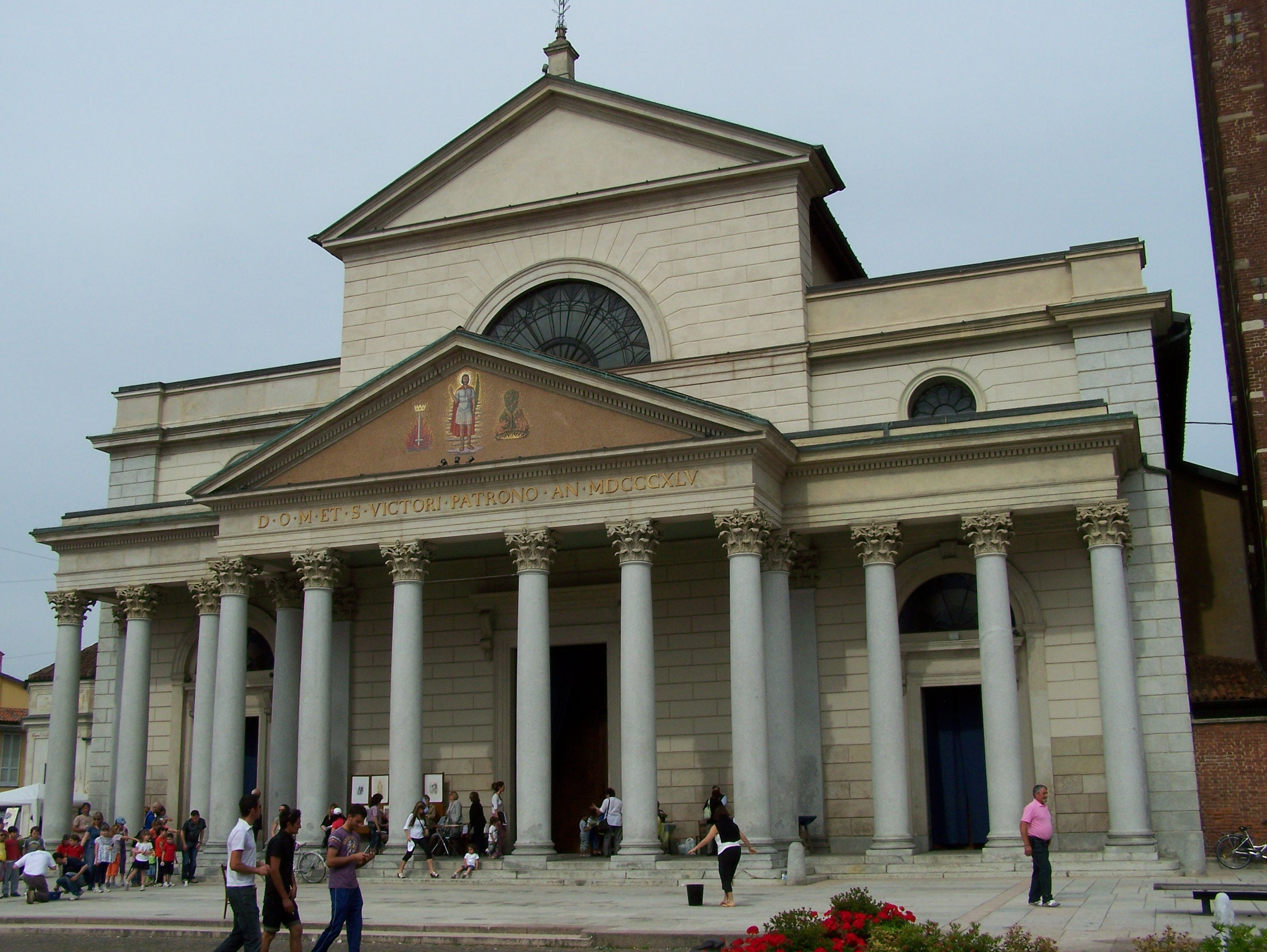
Kirche San Vittore in Corbetta
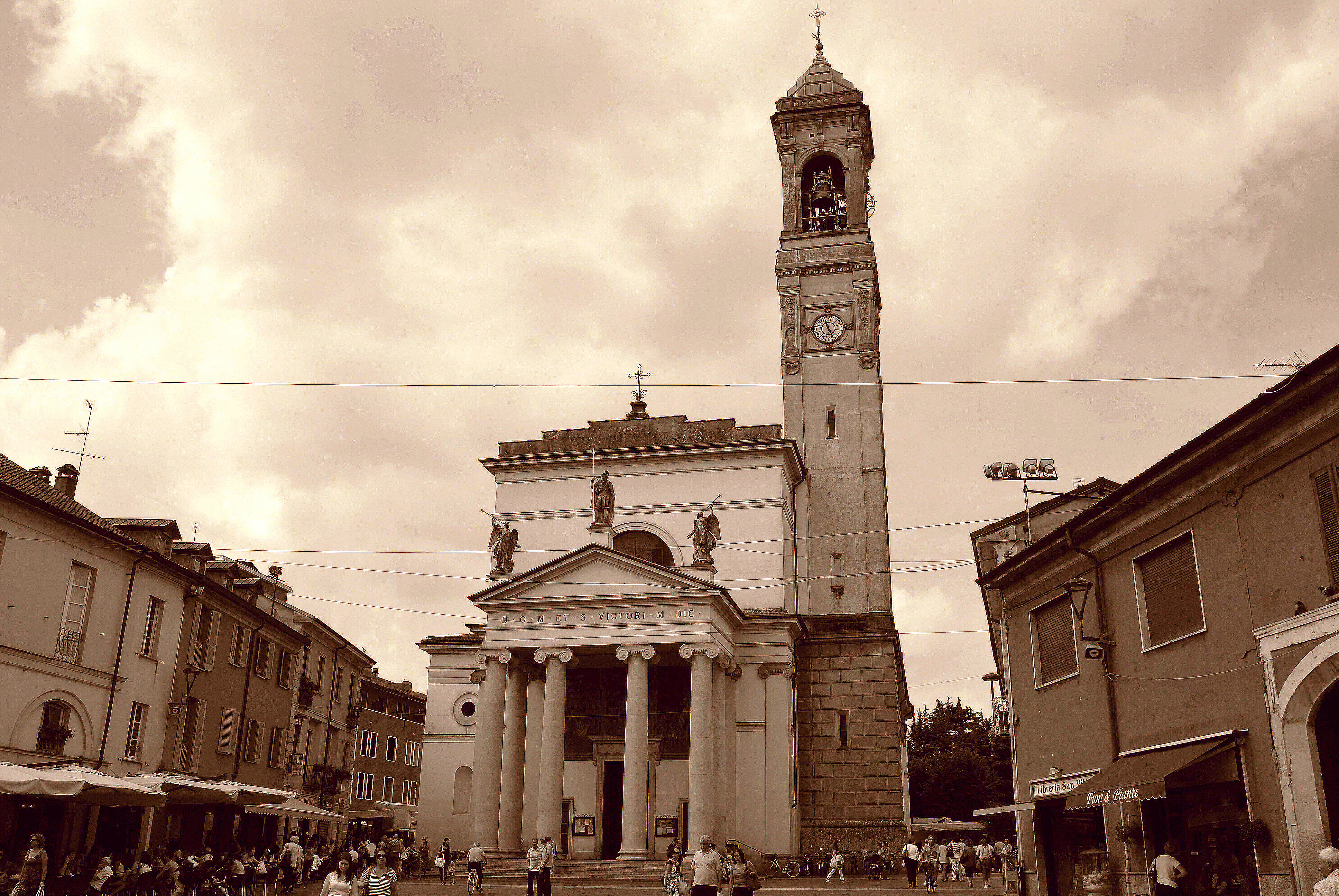
Duomo San Vittore in Rho
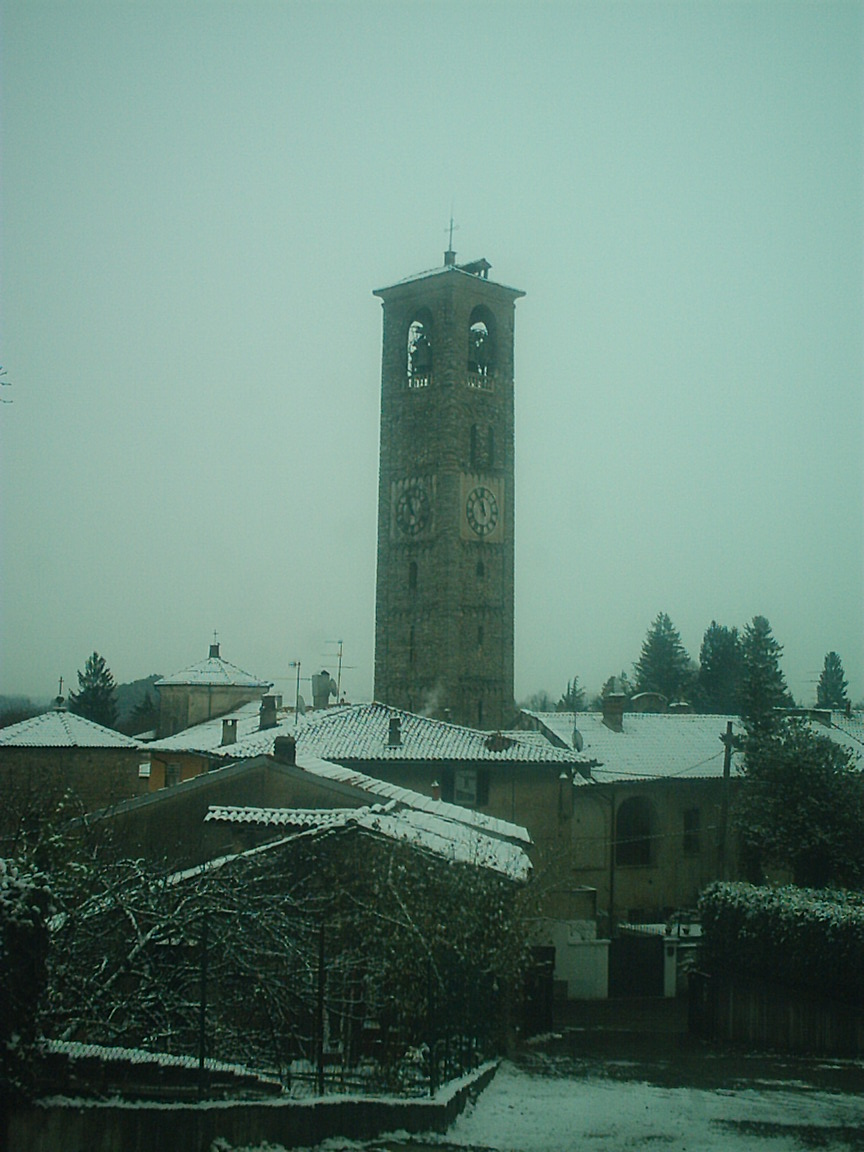
Glockenturm der Basilika San Vittore in Arcisate
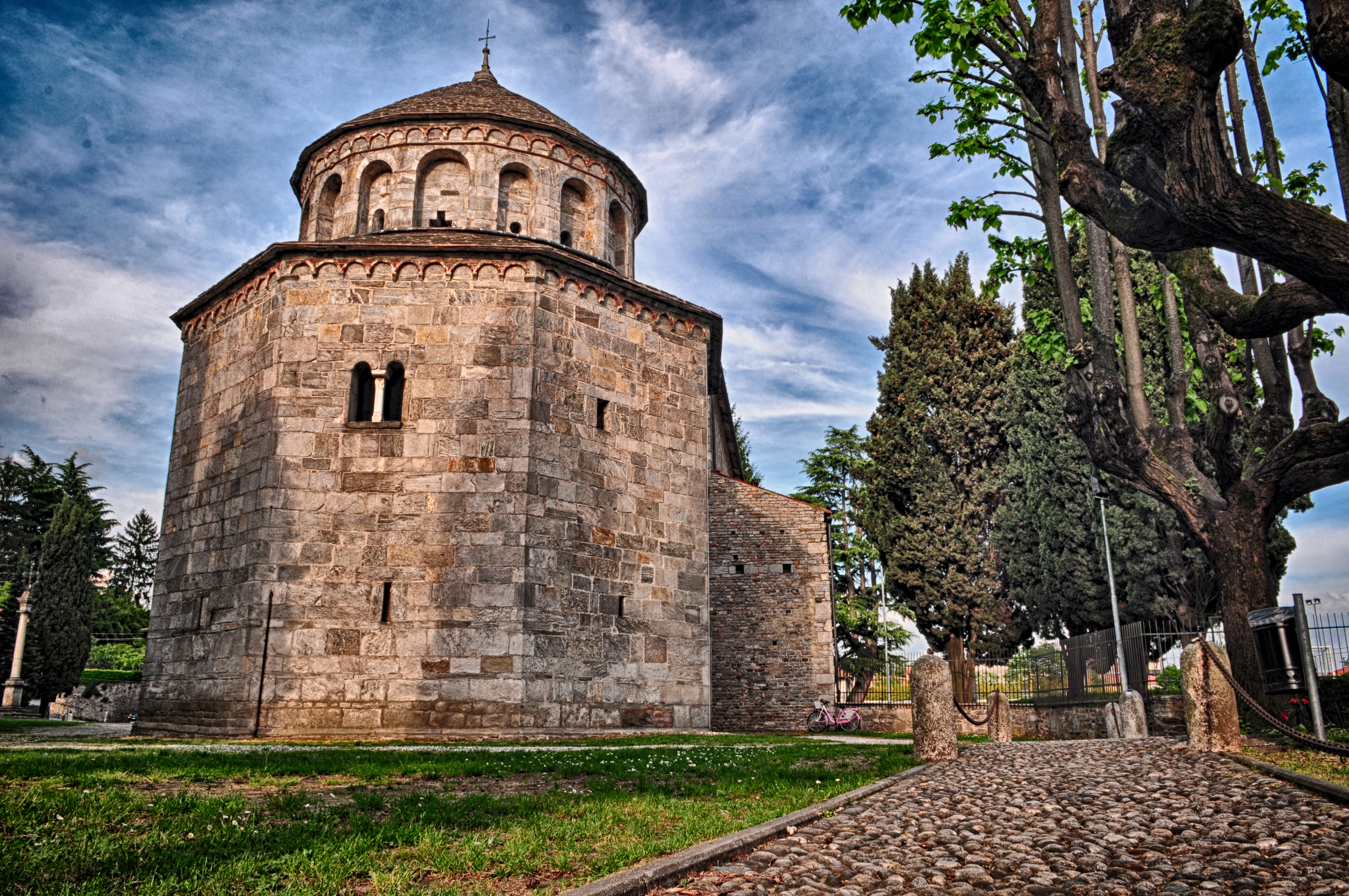
Glockenturm der Basilika San Vittore in Arsago Seprio
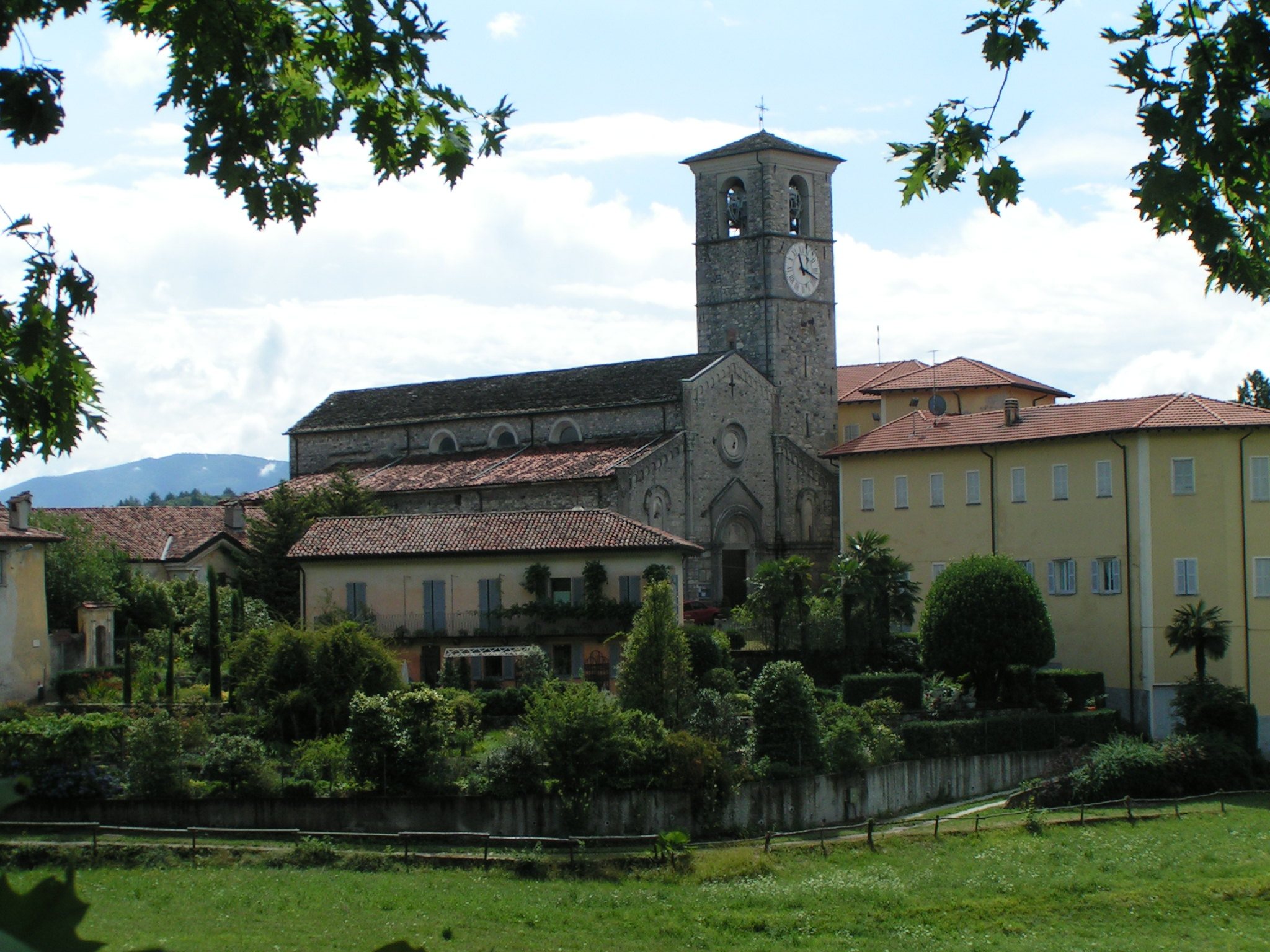
Viktorkirche in Brezzo di Bedero
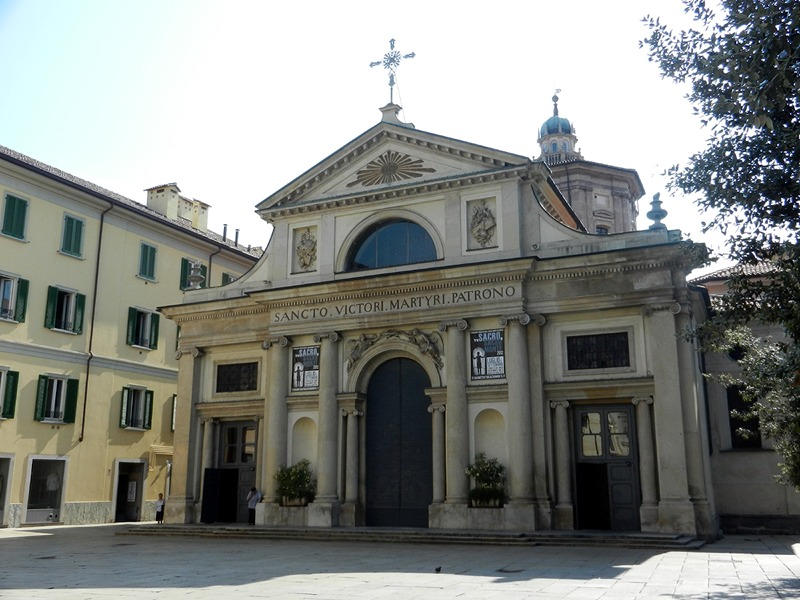
Basilika San Vittore in Varese

#### Italien: Piemont
Provinz Alessandria:
- Borghetto di Borbera
- Momperone
- Odalengo Grande
- Rosignano Monferrato

Provinz Cuneo:
- Canale (Piemont)
- Perletto

Provinz Novara:
- Agrate Conturbia
- Cavaglietto
- Sizzano

Metropolitanstadt Turin:
- Caselle Torinese

Provinz Verbano-Cusio-Ossola:
- Cannobio
- Verbania

Provinz Vercelli:
- Asigliano Vercellese
- Formigliana

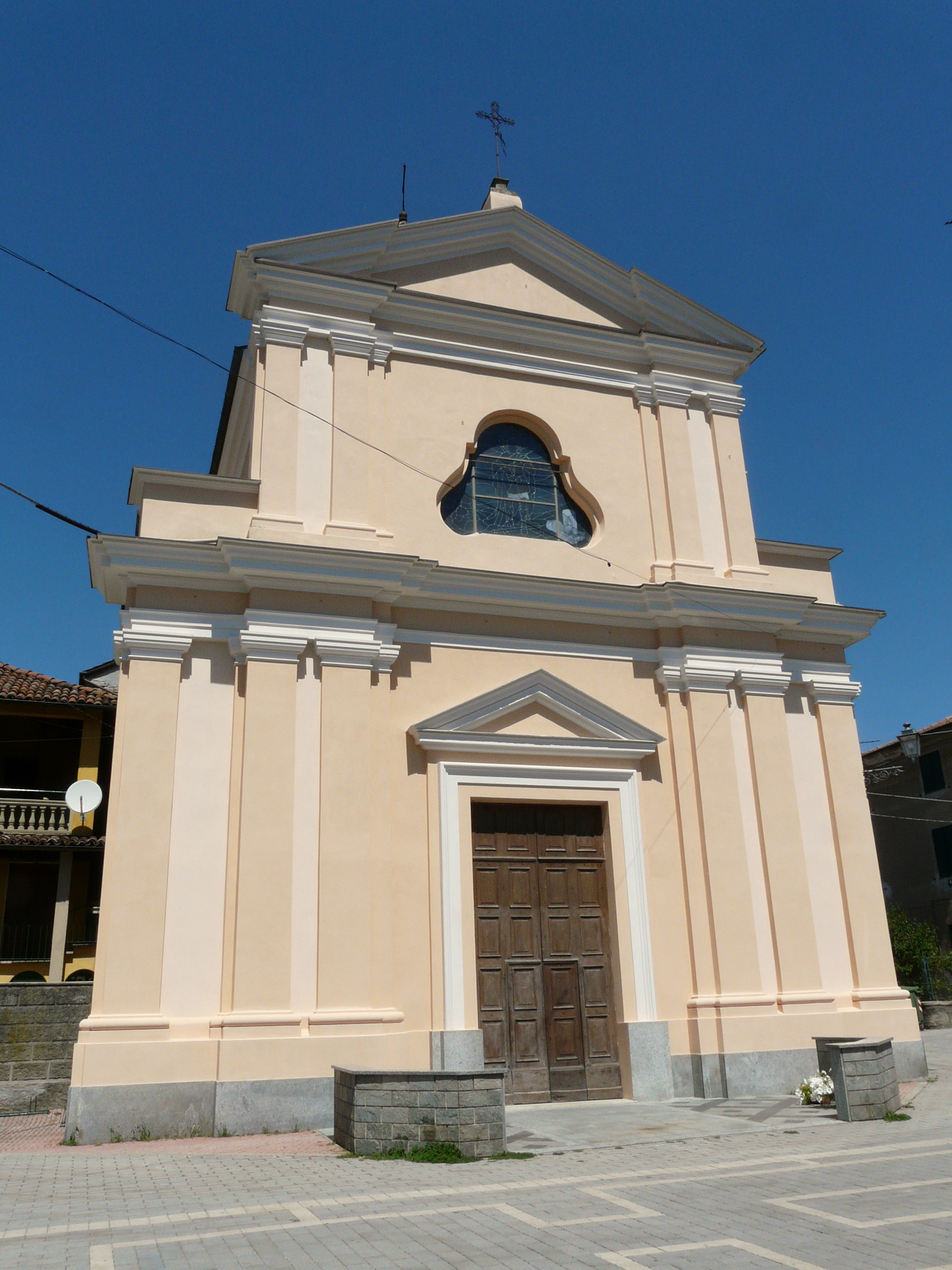
Kirche San Vittore in Borghetto di Borbera
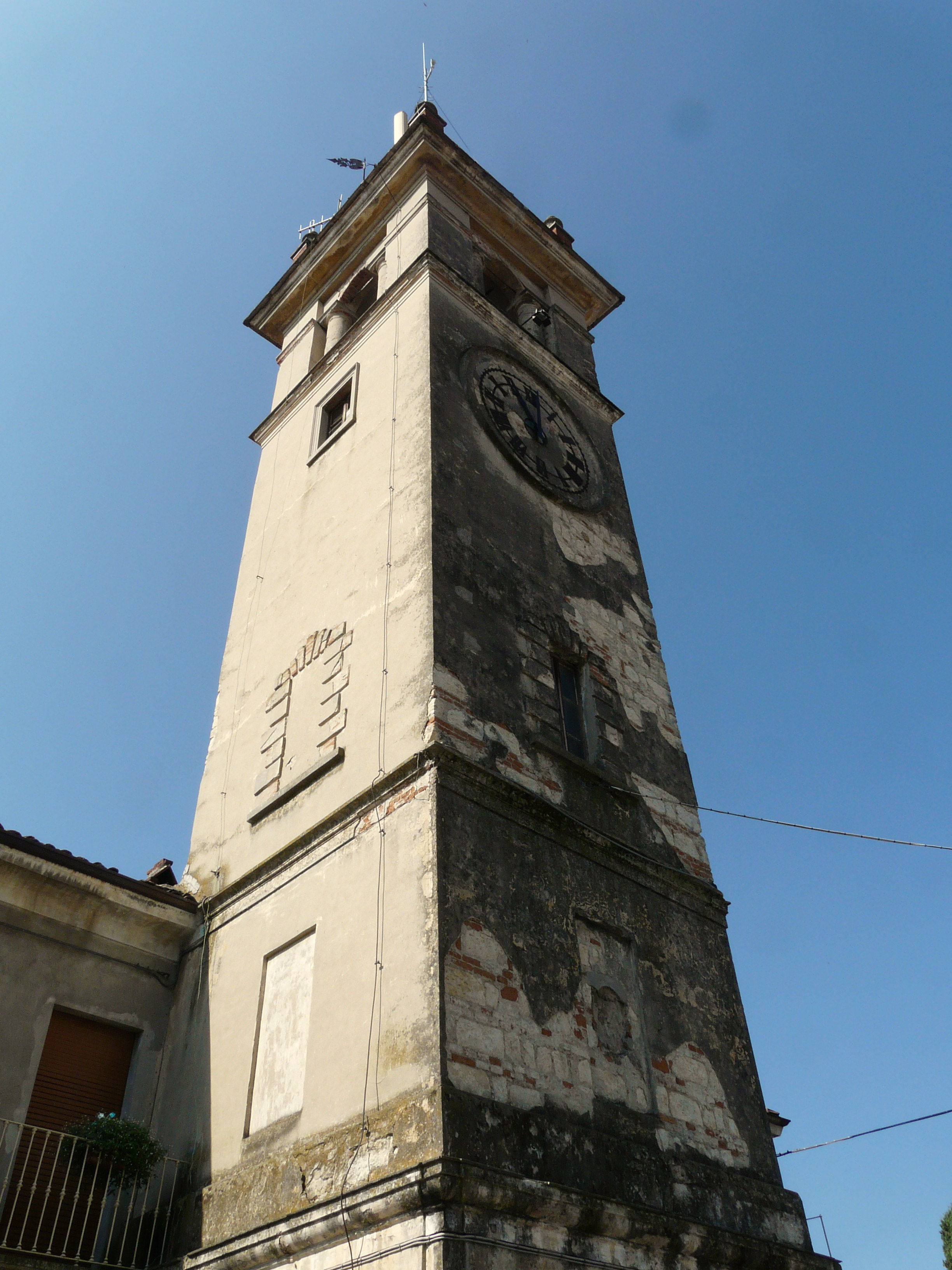
Glockenturm der Kirche San Vittore in Rosignano Monferrato
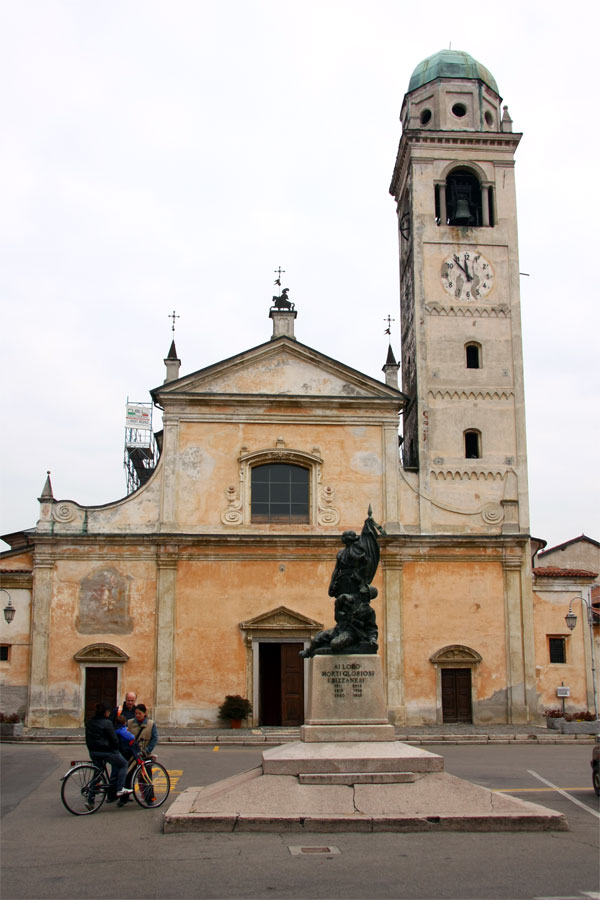
Pfarrkirche San Vittore in Sizzano
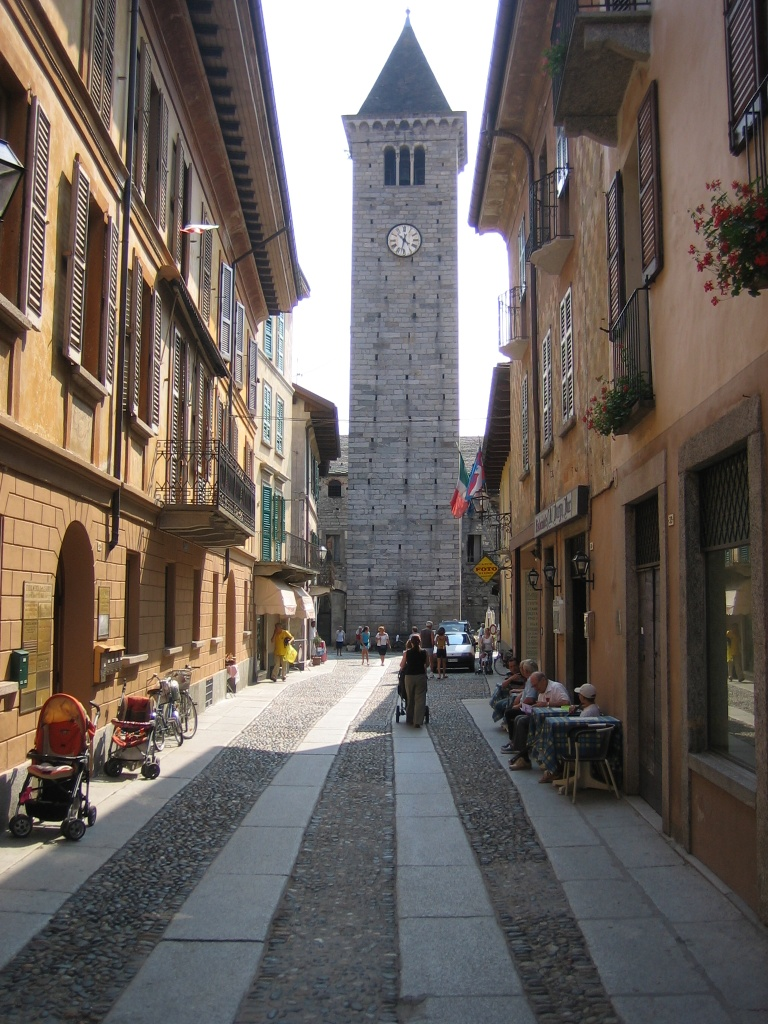
Blick auf den Turm der Kirche San Vittore in Cannobio
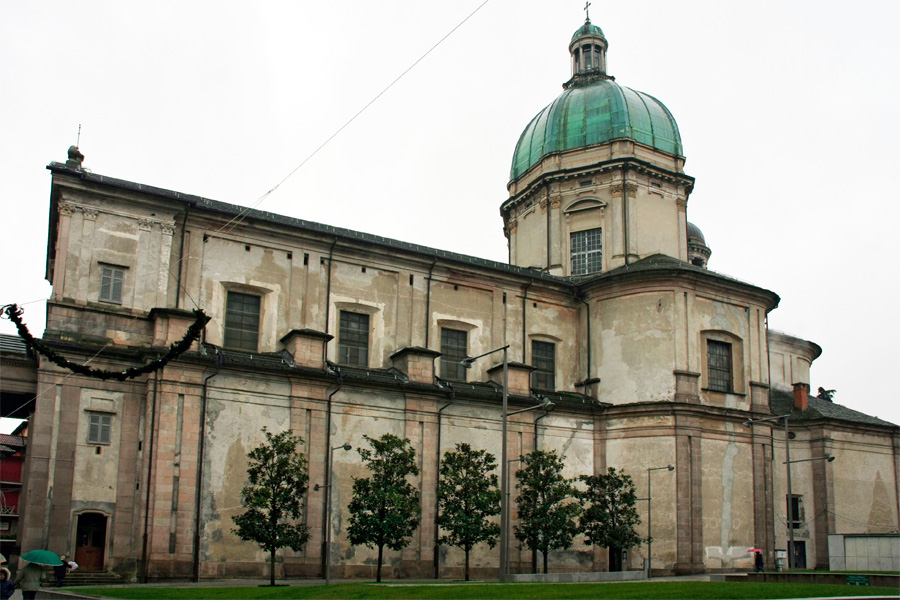
Basilika San Vittore in Verbania

#### Italien: Trentino-Südtirol
Provinz Trient:
- Tione di Trento

#### Italien: Umbrien
Provinz Terni:
- Aguzzo (Ortsteil von Stroncone)

#### Schweiz
- Poschiavo in Graubünden
- San Vittore in Graubünden
- Collegiata di San Vittore in Muralto (Tessin)

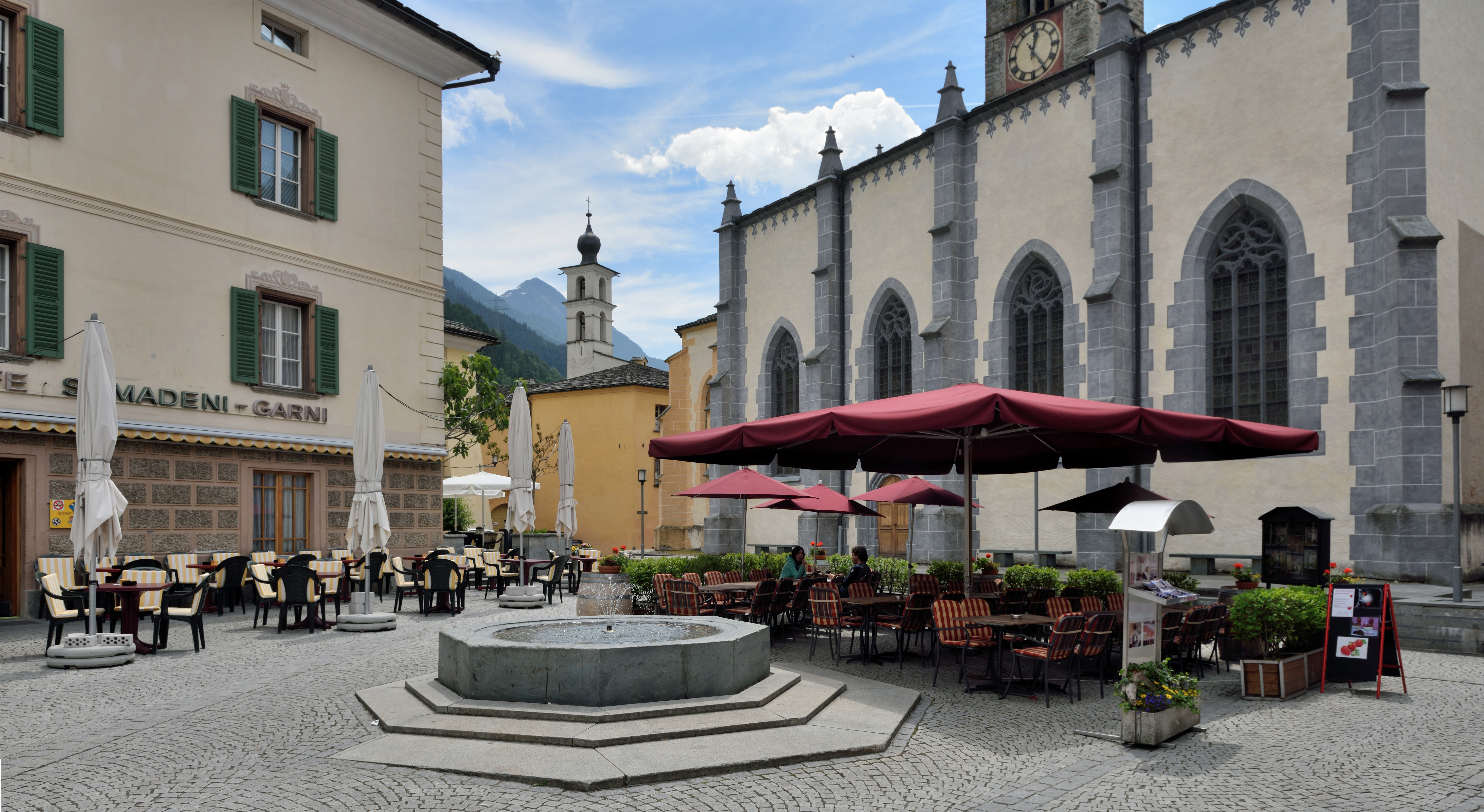
Chiesa San Vittore il Moro in Poschiavo (rechts)
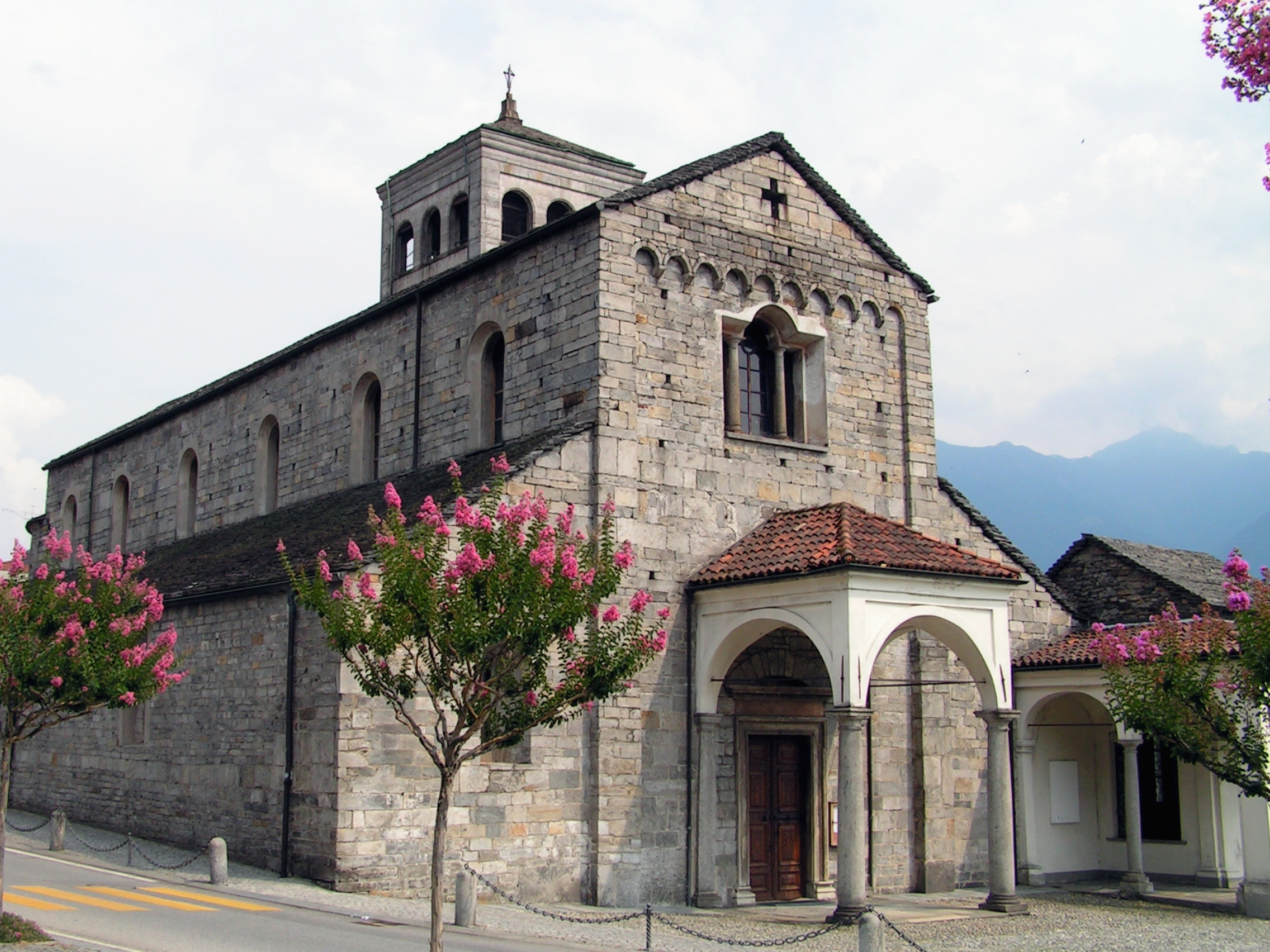
Stiftskirche San Vittore in Muralto